# Трубаков, Захар Абрамович
Захар Абрамович Трубаков (1912, Сураж — 1998, Ришон ле-Цион) — один из немногих выживших узников Сырецкого концентрационного лагеря (Киев, Бабий Яр, 1943 год), автор документальной повести об этих событиях.

## Биография
Захар Абрамович Трубаков родился в 1912 году в многодетной (шестеро детей) еврейской семье. Отец портняжничал, мать хозяйничала по дому. Семья переехала в Киев в конце 1912 года. В 1922 году умер отец. С 1925 года Захар начал работать. В 1940 году получил должность мастера по холодной и горячей обработке металла на Киевском заводе № 225. В 1941 году, после начала Великой Отечественной войны, с приближением немцев к украинской столице завод был эвакуирован. Сам Трубаков остался в Киеве в связи с тяжёлой болезнью жены и двухлетней дочерью на руках.
В сентябре 1941 года немецкие войска оккупировали Киев, а в феврале 1943 года Трубаков был отправлен в Сырецкий концентрационный лагерь, к которому примыкало пространство Бабьего Яра (составляя с ним единый комплекс). Немцы сделали всё возможное, чтобы уничтожить улики преступлений в Бабьем Яру. Захар Трубаков, находившийся в заключении, вместе с другими узниками несколько месяцев откапывал и сжигал под присмотром немецких охранников трупы расстрелянных евреев. В октябре 1943 года Трубаков вместе с ещё шестью заключёнными сумел совершить успешный побег из лагеря смерти. После войны он продолжал жить в Киеве, а с 25 ноября 1990 года переехал в Израиль, где жил в городе Ришон ле-Ционе до самой смерти в 1998 году.